# Турмалінізація
Турмалінізація (англ. tourmalinization, фр. tourmalinisation) — постмагматичний або пневматолітовий процес, унаслідок якого утворюється турмалін або під дією гідротермальних розчинів повністю чи частково заміщується раніше утворений турмалін. Охобливо характерний для оловоносних ґрейзенів, окварцованих та серицитизованих породами арсеново-колчеданних родовищ, а також для серицитової фації вторинних кварцитів та пропілітів.